# Harry's Bar (Rome)
Ne doit pas être confondu avec Harry's Bar.
Harry's Bar Roma est un établissement historique situé à Rome sur la célèbre via Vittorio Veneto.

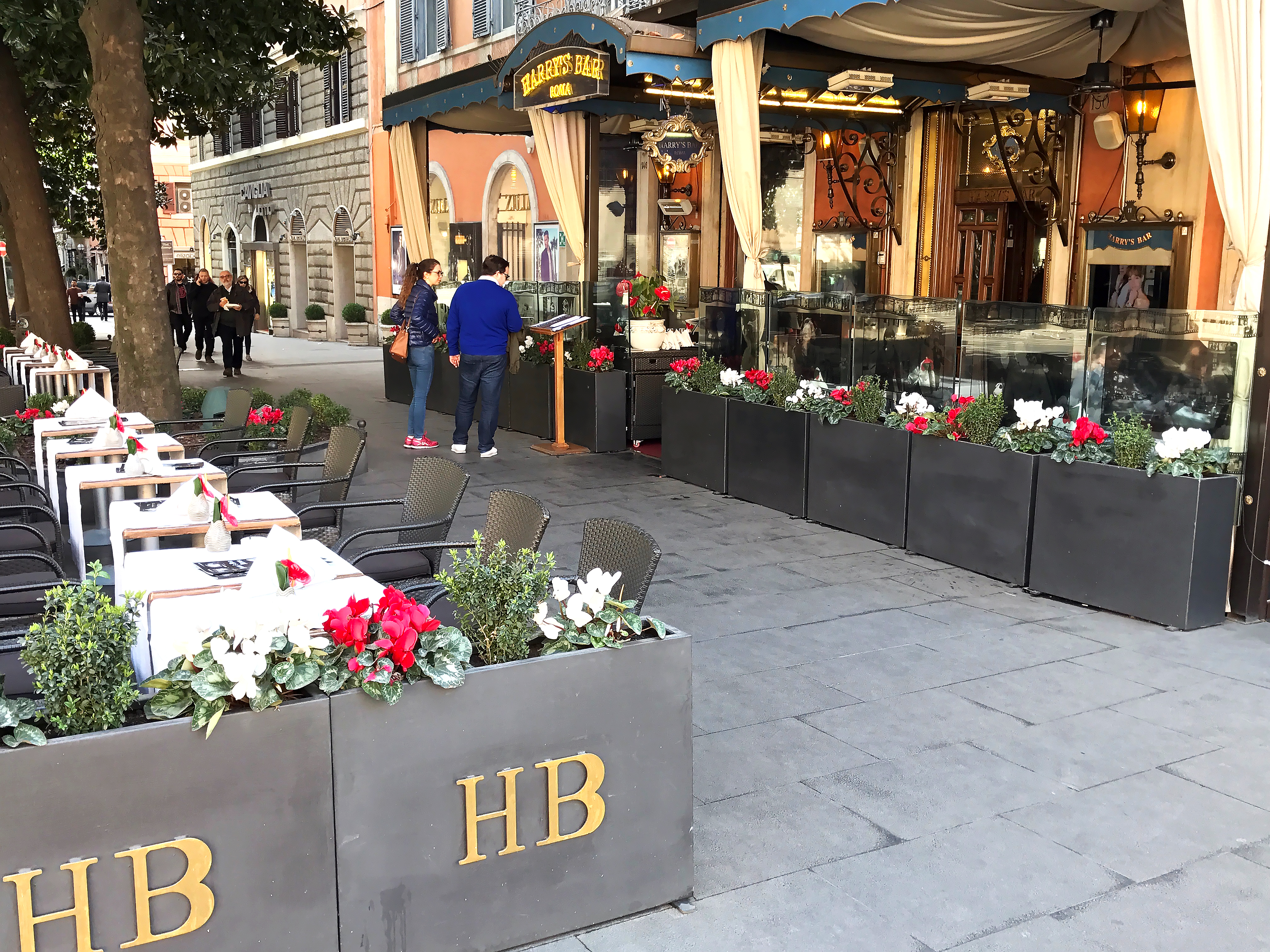
Harry's Bar Rome

Fondé en 1918, il a acquis une renommée internationale après avoir été immortalisé dans le film La Dolce Vita de 1960 du réalisateur Federico Fellini.
Aujourd'hui, c'est un restaurant et un bar branché qui attire un public national et international, notamment des célébrités du monde du cinéma et de la culture.
Il n'est pas connecté aux autres Harry's Bars de Venise, Florence, Paris et Londres.

## Histoire
Le lieu est né en 1918 sous le nom de Golden Gate. La propriétaire était une Américaine qui vivait à Rome et ses origines de San Francisco en Californie lui ont inspiré le choix du nom du restaurant. Le Golden Gate est le détroit qui relie la baie de San Francisco à l'océan Pacifique, un endroit où le célèbre Golden Gate Bridge existe depuis 1937.
Au départ, cette femme, lassée de la vie mondaine habituelle à Rome, a décidé d'ouvrir un lieu où elle et ses amis pourraient passer leurs journées à discuter. C'était un salon de thé très réputé et raffiné. En 1950, la direction changea et le nouveau propriétaire décida de transformer ce lieu.
Après l'avoir rénové, le nom a été changé en 1962 : de Golden Gate à Harry's Bar Roma, nom sous lequel il est connu aujourd'hui. En même temps le type de service proposé a évolué, ce n'est plus seulement un salon de thé, mais désormais aussi un bar, une pâtisserie et un petit restaurant. Dans les années 80, le groupe Cremonini, célèbre en Italie et en Europe pour la production et la distribution de produits alimentaires, reprend la direction du restaurant.

## Les années de la Dolce Vita
Les grandes heures du Harry's Bar se déroulent parallèlement à la Dolce vita, notamment avec l'énorme développement de Cinecittà qui attire réalisateurs, producteurs, acteurs et actrices américains : le bar représentait alors le point de rendez-vous de Rome « by night ».

Des célébrités telles que Jean Paul Belmondo, Ava Gardner, Federico Fellini, Lana Turner, Marlon Brando, Alberto Sordi, Audrey Hepburn, Sophia Loren, Silvana Pampanini, Frank Sinatra et Anita Ekberg y passèrent du temps. Des paparazzi comme Rino Barillari se pressaient à la sortie de la salle pour les immortaliser avec leurs appareils.

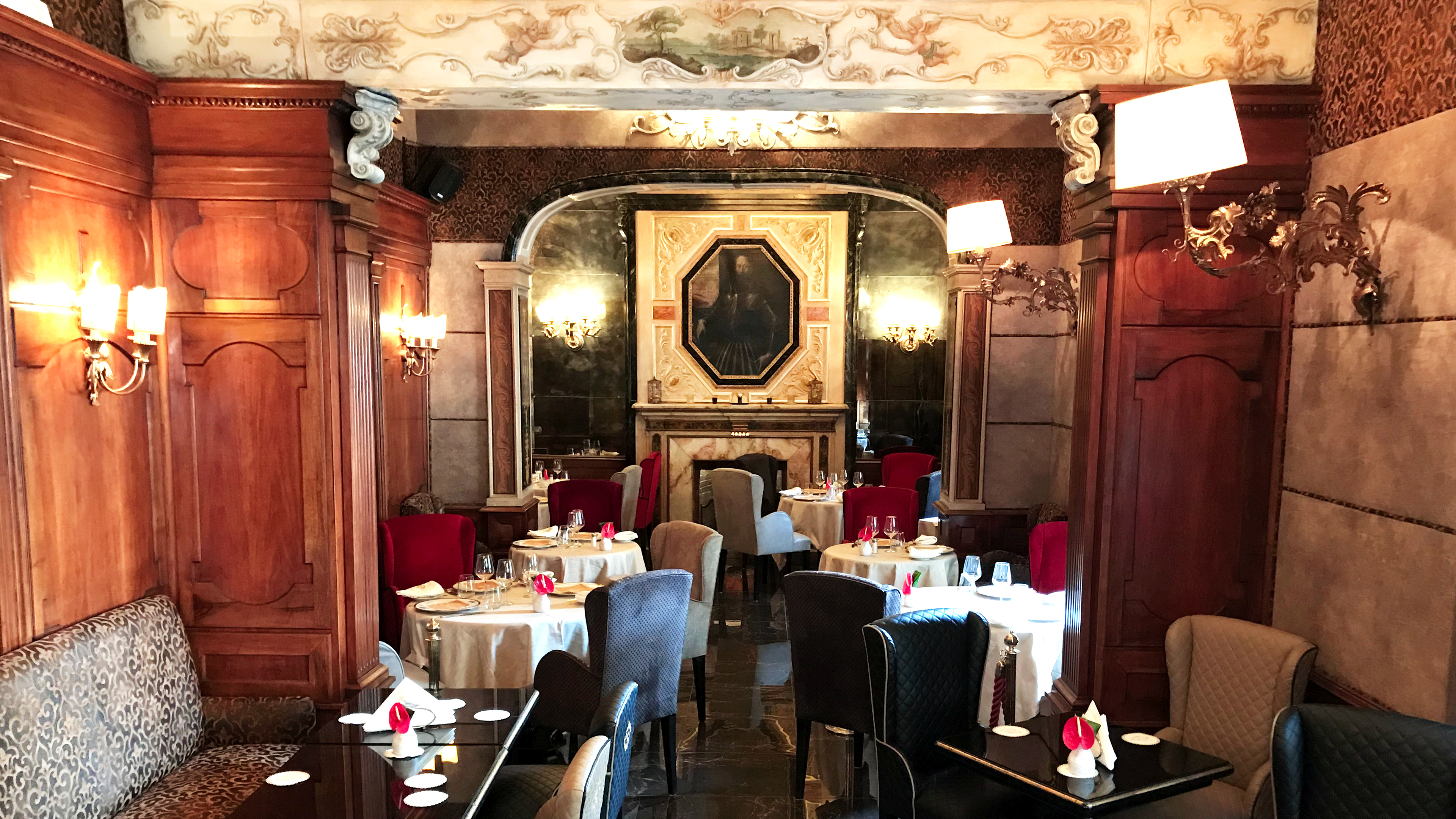
Intérieur du Harry's Bar Rome

En 2011, le lieu a reçu la visite de la secrétaire d'État américaine de l'époque, Hillary Clinton.
En 2013, il a servi de décor à une scène du film La Grande bellezza de Paolo Sorrentino, qui a ensuite remporté l'Oscar du meilleur film étranger.